# Ролон Алькарас, Хосе Паулино
Хосе́ Паули́но Роло́н Алькара́с (исп. José Paulino Rolón Alcaraz; 22 июня 1881, Сьюдад-Гусман, штат Халиско — 3 января 1945, Мехико) — мексиканский композитор и дирижёр.
Учился в 1903—1907 годах в Париже у Морица Мошковского, затем у Поля Дюка. Вернувшись в Мексику, преподавал композицию в Национальной консерватории Мексики, а в 1938 году был её директором. В 1915 году основал симфонический оркестр в Гвадалахаре (ныне Филармонический оркестр Халиско). Автор симфонии, симфонических поэм «Пир карликов» (исп. El festín de los enanos), «Сапотлан» и др., струнного квартета, фортепианных пьес, песен.